# Ashes and Snow
Ashes and Snow a exposição do artista canadense Gregory Colbert consiste numa coletânea de obras fotográficas, filmes e um romance epistolar, todos eles companheiros de viagem de um museu itinerante, o Nomadic Museum, uma estrutura temporária exclusivamente concebida para acolher a exposição. O trabalho explora as sensibilidades poéticas partilhadas pelos seres humanos e pelos animais. Ashes and Snow já viajou até Veneza, Nova Iorque, Santa Mônica, Tóquio e Cidade do México. Até à data, Ashes and Snow já atraiu mais de 10 milhões de visitantes, o que a converte na exposição de um artista vivo mais visitada de todos os tempos.[carece de fontes?]

## Descrição
A exposição é constituída por mais de cinqüenta obras fotográficas em grande escala associadas a outras de tamanho médio e por três filmes. As fotografias artísticas medem aproximadamente 3.5 m por 2.5 m (11.5 pés x 8.25 pés) e foram criadas por meio de um processo encáustico em papel japonês feito à mão. Os filmes incluem uma longa metragem em 35 mm com a duração de 60 minutos e duas curtas metragens haiku. Na concepção das fotografias e das imagens dos filmes não foi utilizado qualquer tipo de colagem digital ou sobreposição.
Os filmes são sobretudo narrativas poéticas e não apenas documentários. Ficha do filme de longa metragem Ashes and Snow: O Filme, foi editado por Pietro Scalia (Oscar-winner Pietro Scalia) a quem o Oscar já foi atribuído por duas vezes. A narração está feita por Laurence Fishburne (na versão inglesa), Enrique Rocha (na versão espanhola),  Ken Watanabe  (na versão japonesa),  e  Jeanne Moreau  (na versão francesa). Encontram-se em curso as narrações em português, russo, chinês, árabe, alemão e italiano. Entre os colaboradores musicais encontram-se Michael Brook, David Darling, Heiner Goebbels, Lisa Gerrard, Lukas Foss, Nusrat Fateh Ali Khan, e Djivan Gasparayan.
O título Ashes and Snow refere-se à componente literária da exposição – o relato ficcional de um homem que viaja ao longo de 365 dias e escreve diariamente uma carta à sua mulher. A narração dos filmes vai revelando extratos destas cartas. Ashes and Snow: A novel in letters, de Gregory Colbert, na sua tradução Cinzas e Neve: romance epistolar, foi publicado pela primeira vez em 2004.
Desde 1992, Gregory Colbert efetuou mais de sessenta expedições a países como a Índia, Birmânia, Sri Lanka, Egito, Dominica, Etiópia, Quênia, Tonga, Namíbia e Antártica para filmar e fotografar cenas de interação entre os seres humanos e os animais. Espécies como o elefante, a baleia, o peixe-boi, o íbis-sagrado, a garça-antígona, a águia-real, o falcão-gerifalte, o calau-rinoceronte, a chita, o leopardo,o cão-caçador-africano, o caracal, o babuíno, o antílope,o suricata,o gibão, o orangotango e o crocodilo-de-água-salgada são alguns dos animais que filmou e fotografou. Entre os temas humanos que tratou encontram-se os monges de Burma, os trance dancers (dançarinos do êxtase), o povo San, e outras tribos indígenas de vários pontos do mundo. Até à data, mais de 130 espécies diferentes beneficiaram já com a ação de Colbert.
A apresentação ao público de Ashes and Snow teve lugar no Arsenale Arsenal de Veneza em 2002. A exposição recebeu elogios por parte da crítica e do público. Alan Riding, do New York Times, declarou em Veneza a propósito do trabalho de Gregory Colbert, “As fotografias em tons de terra são impressas em papel japonês de fabrico manual, no entanto, o poder das imagens não flui tanto da sua beleza formal como da maneira como envolvem o espectador no seu estado de alma. Não têm legendas a acompanhá-las, pois parece de somenos importância saber como e quando foram tiradas. As fotografias são, pura e simplesmente, janelas para um mundo onde o silêncio e a paciência governam o tempo.” ."

## O Nomadic Museum
Já em 1999 Colbert tinha projetado a ideia de um museu itinerante sustentável. Começou por conceber uma estrutura fácil de montar ou de reciclar no próprio local da exposição e que ao mesmo tempo fosse o elemento arquitetural da construção na sua jornada global.
No Arsenale Arsenal de Veneza encontrou os conceitos arquiteturais que inspiraram o Nomadic Museum, o qual faria a sua estreia em Nova Iorque no ano de 2005. O primeiro Nomadic Museum era constituído por contentores de carga empilhados em xadrez que formavam simultaneamente as paredes exteriores e interiores. A arquitetura do Nomadic Museum passou por uma nova evolução em 2006, quando a exposição esteve patente em Los Angeles e em 2007, quando esteve em Tóquio.
A versão mais recente do Nomadic Museum teve o seu local no Zócalo da Cidade do México (Ciudad de México). Com concepção do arquiteto colombiano Simon Vélez em colaboração com Gregory Colbert, foi uma demonstração de práticas sustentáveis e uma abordagem arquitetural inovadora através do uso de bambu guadua (guadua bamboo) como principal elemento estrutural. Pioneiro no gênero, este Nomadic Museum no Zócalo (Zócalo Nomadic Museum) com 5.130 metros quadrados (55,218 pés quadrados) constitui o maior edifício de bambu jamais construído. .

## O que diz a crítica
Ashes and Snow de Gregory Colbert recebeu cobertura por parte dos meios de comunicação mais importantes dos Estados Unidos da América, da América do Sul, da Europa, da Ásia e da África, entre eles a CNN, a CNN en Español, CNN International, BBC International, EuroNews,Televisa (México), TV Azteca(México), Televisión Española-TVE (Spain), ABC, NBC, CBS, A&E, RTVi (Russia), TV Globo (Brazil), Fuji TV (Japan), NHK (Japan), PBS, RAI TV (Italy), Fox News, CTV (Canada), CBC (Canada), CCTV (China), ZDF (A), IRI TV (Iran) and TBS (Japan).
- “Nasceu um novo Mestre.”—Photo magazine, 2005: Gregory Colbert La Révélation (Cover). Gregory Colbert La Révélation (Full Article).
- "Nós (os mexicanos) estamos a descobrir uma coisa que nunca tínhamos visto, um templo onde podemos vivenciar a luz, o espaço e a magia do silêncio. . . A partir do momento em que entramos no museu, passamos a fazer parte dele; e quando partimos, uma parte de nós fica lá dentro.” Joaquin López-Doriga, em Noticieros Televisa, 2008.
- “As espantosas fotografias em tonalidades sépia e terra . . . .  documentam a longa caravana de criaturas belas que desfilaram diante da sua lente mágica . . . Para lá de uma aparente sobriedade, este espaço é estático; e quanto à montagem, é completamente Zen. . . . É como uma capela Rothko em ponto grande.” — Wall Street Journal, 2005.[6]
- “O poder das imagens não flui tanto da sua beleza formal como da maneira como envolvem o espectador no seu estado de alma. . . As fotografias são, pura e simplesmente, janelas para um mundo onde o silêncio e a paciência governam o tempo.” — New York Times (2002).[3]
- “Nestas fotografias. . . os animais e as pessoas parecem mover-se numa dança cósmica cheia de beleza rítmica e visual que vai além da classificação mundana de ‘nós’ e ‘eles’ e se funde no sublime.” - Camera Arts, 2005.
- "O Melhor entre os Melhores" —Vanity Fair, 2006.
- "O conflito entre as espécies é inexistente em Ashes and Snow; reflete um mundo no qual os homens e os animais coexistem pacificamente e habitam nos sonhos uns dos outros.” — Los Angeles Times Magazine, 2006.
- "Tóquio é um espaço de tal forma artificial que nós, os que temos de viver aqui, corremos o risco de ir gradualmente perdendo a noção de que somos habitantes de um mundo natural. Quando visitamos o Nomadic Museum, no entanto, vêm-nos à memória sentimentos de ternura que o homem deverá ter vivenciado quando estava em contato com a natureza.
- "O museu é um espaço onde podemos ligar-nos de novo àquilo que somos na realidade.” - Asahi Shimbun newspaper, 2007.
- “Uma excursão mágica, mística.” —Life magazine, 2005
- "Um museu de bambu nasceu no meio do Zócalo. As raízes têm origem no céu e lá dentro guarda um segredo de cortar a respiração: a exposição de Ashes and Snow.” – jornal Reforma, 2008.
- "Diferente . . . monumental em todos os aspectos." —Condé Nast Traveler, 2005.
- "As fotografias seduzem pela sua pureza e espiritualidade. . . . sem idade e deliciosamente actuais.” — Newsday, 2005.
- "O aspecto mais interessante das fotografias de Gregory Colbert . . . . é aquela impressão de calma, como se tudo se passasse num sonho. A serenidade invade as fotografias de tonalidade sépia.” - Smithsonian, 2005.
- "O trabalho de Colbert afigura-se como eterno e sagrado. Traz consigo o conhecimento iluminado e essencial da palavra através dos tempos. . . . O trabalho de Colbert opera num universo paralelo ao nosso, um mundo honesto, refrescante e pós-irónico onde a admiração pura e o respeito ainda existem.” — The Globe and Mail, 2002.
- "A exposição de arte mais original da época . . .

uma surpreendente mostra de fotografias.” — Town and Country, 2005.
- "Uma exposição extraordinária." — The Economist, 2006.
- “Fotografias fascinantes de seres humanos e animais… que refletem uma espantosa harmonia.”—Stern, 2006.
- "A exposição descobre uma visão maravilhosa que transcende o tempo e o lugar.” — Goethe, 2007.
- “Ashes and Snow é a expressão das possibilidades poéticas de um relacionamento harmonioso entre os animais e os seres humanos”. — Newsweek, 2007.
- "O Nomadic Museum integra a possibilidade de assombrar os museus onde os excessos de luz e de claridade eliminam as sombras. O poder da exposição e o poder da construção são tão recíprocos, que se torna difícil separar o dançarino da dança. Colbert condiciona as sensações dos visitantes para facilitar a sua entrada no espaço fotográfico, para lhes fazer chegar a mensagem de que o homem não está nem poderá vir a estar separado da natureza onde evoluiu e evolui. Nestes tempos agnósticos e cínicos, a construção transforma-se num local para sentir e até mesmo acreditar. Ashes and Snow é uma exposição de irresistível e grandiosa simplicidade.” — Modern Painter, 2005.
- "Praticamente desconhecido até há dois meses, Gregory Colbert surgiu no mundo da arte como um meteorito.” —L'Express, 2002.[7]
- "O poder das imagens… é eterno e sagrado." —Architectural Digest, 2008.
- "O seu trabalho revela uma calma quase preternatural.” —New York Magazine, 2005.[8]
- "Gregory Colbert…é, para o mundo inteiro, um Noé da era moderna.”—The Villager, 2005.[9]
- "O percurso de Gregory Colbert é…surreal." —El País, 2008.[10]
- "Não existe nenhuma forma de traduzir com precisão para italiano a palavra inglesa “bliss”. Apesar disso, é precisamente este termo que define a exposição Ashes and Snow." - La Repubblica, 2002.  .[11]
- "Existe um fluir de tempo calmo que é intrínseco da natureza mas que se perdeu na sociedade moderna.” —Asahi Shimbun newspaper, 2007.